# 佩列紹里
47°32′57″N 29°42′6″E / 47.54917°N 29.70167°E
佩雷紹里（烏克蘭語：Перешори）是位於烏克蘭西南部的村莊，由敖德萨州波季利斯克区的庫亞利尼克市鎮負責管轄。該村始建於十八世紀，面積1.05平方公里，海拔高度142米，2001年人口120，人口密度每平方公里114.29人。